# جف بینگامن
جس فرنسیس "جف" بینگامن جونیور (به انگلیسی: Jesse Francis "Jeff" Bingaman, Jr.) سناتور سابق عضو حزب دموکرات ایالات متحده آمریکا بود. وی در سال ۱۹۸۳ تا ۲۰۱۳ میلادی سناتور ایالت نیومکزیکو در سنای ایالات متحده آمریکا بود.